# Пеетер Мудіст
Пеетер Мудіст (ест. Peeter Mudist; *19 квітня 1942, Таллінн — †6 грудня 2013) — естонський художник, скульптор та естампіст чиї роботи отримали численні нагороди. Він також був членом Естонської спілки художників.

## Ранні роки
Пеетер Мудіст народився 19 квітня 1942 року, в Таллінні, вивчав малювання в Естонському Національному художньому інституті чотири року, розпочавши студії в 1963 році.

## Доросле життя та смерть
Пеетер Мудіст помер від хвороби Паркінсона у похилому віці. Він помер вранці 6 грудня 2013 року.